# Stegozaur
Stegozaur (łac. Stegosaurus) – rodzaj dinozaura ptasiomiednicznego żyjącego w późnej jurze (późny kimeryd-wczesny tyton) na terenie dzisiejszej zachodniej Ameryki Północnej.
W 2006 jego szczątki znaleziono też w Portugalii, co dowodzi obecności zwierzęcia w Europie. Z powodu charakterystycznych płyt na grzbiecie i kolców na ogonie należy do najbardziej rozpoznawalnych dinozaurów. Nazwa Stegosaurus znaczy „zadaszony jaszczur” i bierze źródłosłów ze starożytnej greki, od słów στέγος- (stegos- – „dach”) i σαῦρος (-sauros – „jaszczur”). W górnej formacji Morrison zidentyfikowano co najmniej 3 jego gatunki, znane z pozostałości około 80 osobników żyjących między 155 a 150 milionów lat temu, w środowisku zdominowanym przez olbrzymie zauropody, jak diplodok, kamarazaur czy apatozaur.
Duży, ciężko zbudowany czworonożny roślinożerca, cechował się charakterystyczną posturą, silnie zaokrąglonym grzbietem, krótkimi przednimi łapami, głową leżącą nisko nad podłożem i usztywnionym ogonem trzymanym wysoko w powietrzu. Jego rzędy płyt i kolce pobudzały naukowców do spekulacji. Te drugie służyły prawdopodobnie do obrony, podczas gdy pierwsze mogły prócz tego pełnić rolę w popisach zwierząt czy w termoregulacji. Rodzaj ten cechował się największymi rozmiarami wśród stegozaurów, osiągając mniej więcej rozmiary autobusu. Dzielił jednak mnóstwo cech anatomicznych z innymi, mniejszymi członkami Stegosauria.

## Morfologia

Porównanie wielkości dwóch gatunków stegozaura i człowieka

Ten czworonożny jaszczur, osiągający około 9 m długości i 4 m wysokości, należy do najłatwiejszych do rozpoznania dinozaurów, głównie dzięki dwóm rzędom deltoidalnych płyt stojących na sztorc na jego grzbiecie i dwóm parom długich horyzontalnie ułożonych kolców ulokowanych na końcu ogona. Osiągając duże jak na tyreofora rozmiary, wydawał się karłem wśród współczesnych mu ogromnych zauropodów. Oprócz nich koegzystował z wielkimi drapieżnymi teropodami, jak allozaur czy ceratozaur, uzbrojenie wydaje mu się więc potrzebne.
Tylne łapy kończyły się trzema krótkimi palcami, podczas gdy przednie miały ich po 5. Jednak tylko 2 palce wewnętrzne posiadały tępe kopytka. Wszystkie 4 łapy wspierały się na opuszkach za palcami. Kończyny przednie były znacznie krótsze od przysadzistych tylnych, co owocowało dziwaczną sylwetką. Ogon wydaje się być trzymany z dala od ziemi, podczas gdy głowa stegozaura spoczywała względnie nisko, nie wyżej, niż metr nad poziomem gruntu.

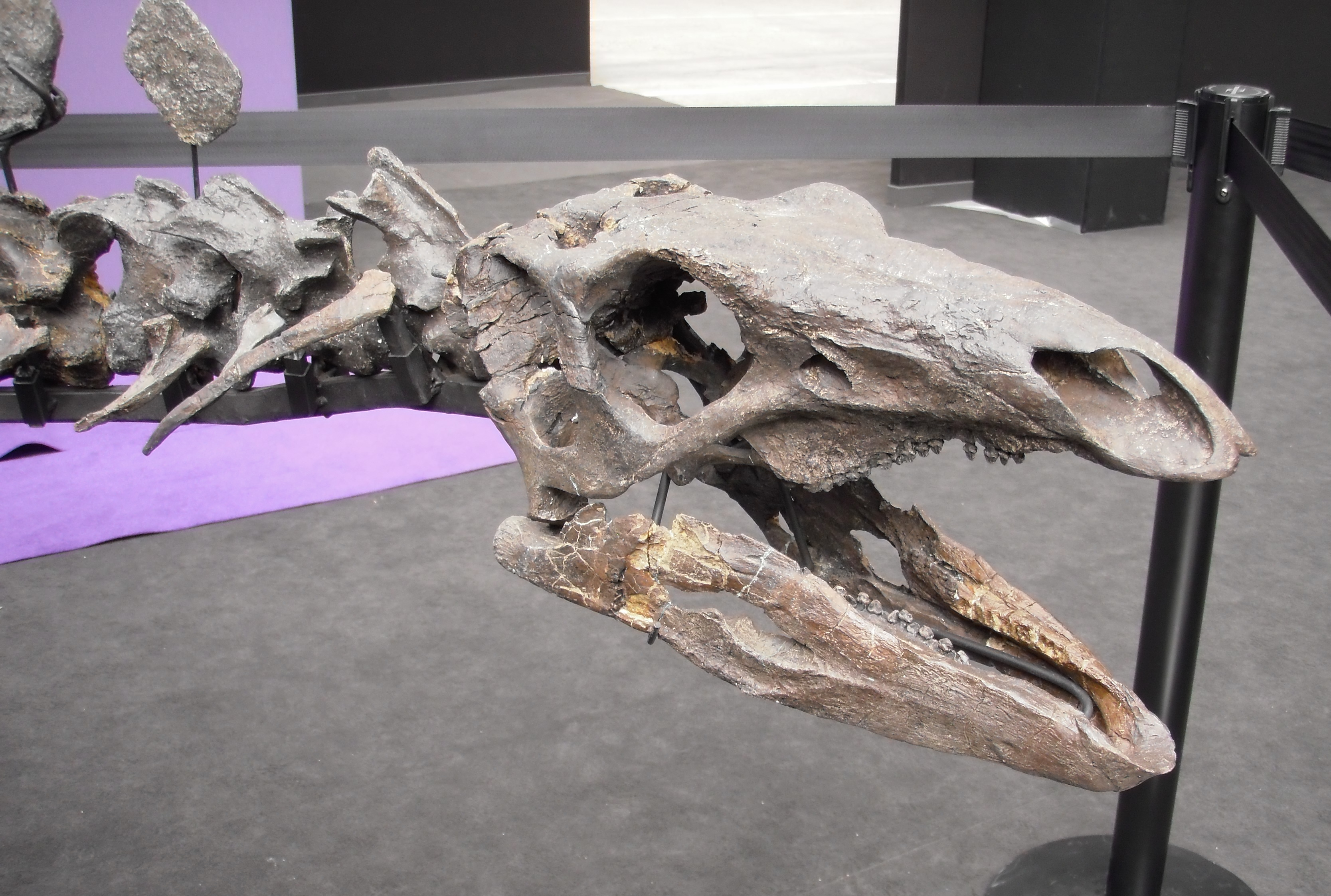
Czaszka stegozaura

Długa i wąska czaszka stegozaura proporcjonalnie do wielkości ciała osiągała małe rozmiary. Niewielkie otwory nadoczodołowe, częste u archozaurów, w tym dzisiejszych ptaków, choć nie u współczesnych krokodyli, leżały między nosem a oczyma. Niskie położenie głowy sugeruje, że dinozaur skubał niską roślinność. Hipotezę tę wspierają brak przednich zębów i obecność w ich miejscu rogowego dzioba (rhamphotheca). Stegozaurze zęby były małe, trójkątne i płaskie, co wskazuje, że zwierzę miażdżyło pokarm. Stworzenie prawdopodobnie miało mięsiste struktury przypominające policzki, w których mieściła się przeżuwana żywność.
W porównaniu z rozmiarami ciała puszka mózgowa stegozaura była mała, nie większa od psiej. Dobrze zachowany egzemplarz pozwolił Marshowi na uzyskanie odlewu jamy czaszki, co dostarczyło informacji na temat wielkości mózgu. Musiał on być bardzo mały, możliwe, że najmniejszy wśród dinozaurów: zwierzę ważące 4,5 tony mogło dysponować mózgiem o masie 80 g. Koresponduje to z obiegową opinią, jakoby dinozaury nie grzeszyły inteligencją, obecnie w dużym stopniu odrzucaną.
Większość informacji na temat stegozaura pochodzi z badań szczątków dorosłych zwierząt. Niedawno odkryto też pozostałości młodego osobnika. Jeden prawie dorosły, odnaleziony w 1994 w Wyoming, mierzył 4,6 m długości i 2 m wysokości, jego masę za życia szacuje się na 2,3 tony. Wystawia go University of Wyoming Geological Museum. Jeszcze mniejsze szkielety, liczące sobie 210 cm długości i 80 cm wysokości, wystawia Denver Museum of Nature & Science.

## Klasyfikacja

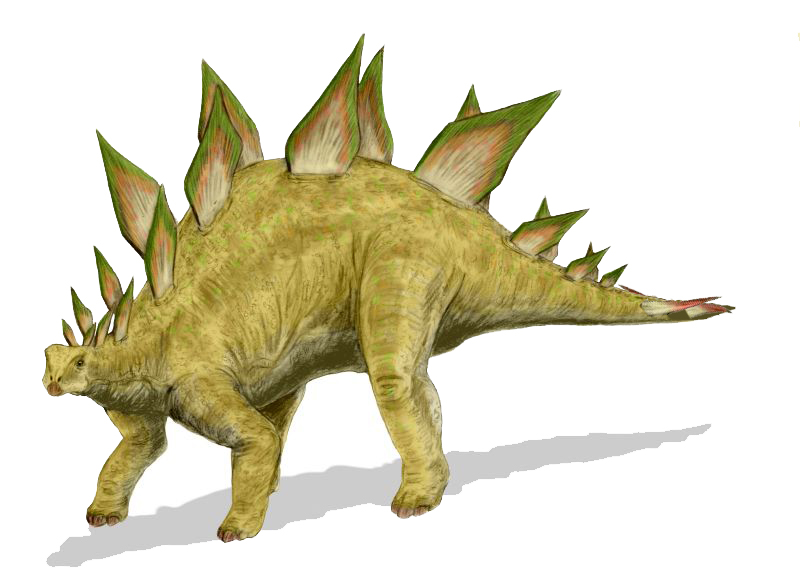
Stegosaurus stenops, rekonstrukcja

Stegosaurus był pierwszym nazwanym rodzajem w rodzinie stegozaurów. Stanowi też rodzaj typowy tej rodziny, biorącej od niego swą nazwę i będącą jedną z dwóch rodzin infrarzędu stegozaurów, obejmującego także huajangozaury. Infrarząd ten należy do tyreoforów, podrzędu uzbrojonych dinozaurów, który zawiera też bardziej zaawansowaną grupę ankylozaurów. Klad Stegosauria tworzyły zwierzęta podobne do siebie z wyglądu i postury, a różniące się głównie kształtem swych płyt i ułożeniem kolców. Najbliżsi krewni stegozaura to chiński wuerhozaur i wschodnioafrykański kentrozaur.

### Pochodzenie
Pochodzenie stegozaura nie jest pewne. Znaleziono nieliczne tylko pozostałości bazalnych stegozaurów i ich przodków. Niedawno wykazano obecność przedstawicieli rodziny w dolnej formacji Morrison, powstałej miliony lat przed pojawieniem się rodzaju. Odkryto wtedy hesperozaura z wczesnego kimerydu. Najwcześniejszy przedstawiciel rodziny leksowizaur z angielskiej i francuskiej formacji Oxford Clay pochodził natomiast ze środkowego keloweju.
Wcześniejszy i bardziej bazalny huajangozaur ze środkowojurajskich Chin żyjący około 165 milionów lat temu wyprzedza stegozaura o 20 milionów lat, uważa się go nieraz za jedynego przedstawiciela Huayangosauridae. Jeszcze wcześniejszy scelidozaur z wczesnojurajskiej Anglii sprzed około 190 milionów lat wykazuje zaś cechy zarówno stegozaurów, jak i dinozaurów pancernych. Inny niewielki gad, emauzaur z Niemiec, poruszał się na czterech łapach, zaś jeszcze wcześniejszy pochodzący z Arizony w USA skutellozaur był częściowo dwunożny. Te niewielkie ptasiomiedniczne o skromnym uzbrojeniu były blisko spokrewnione z bezpośrednim przodkiem stegozaurów i ankylozaurów. Odciski pozostawione prawdopodobnie przez wczesnego dinozaura pancernego sprzed 195 milionów lat znaleziono we Francji.

## Odkrycie i gatunki

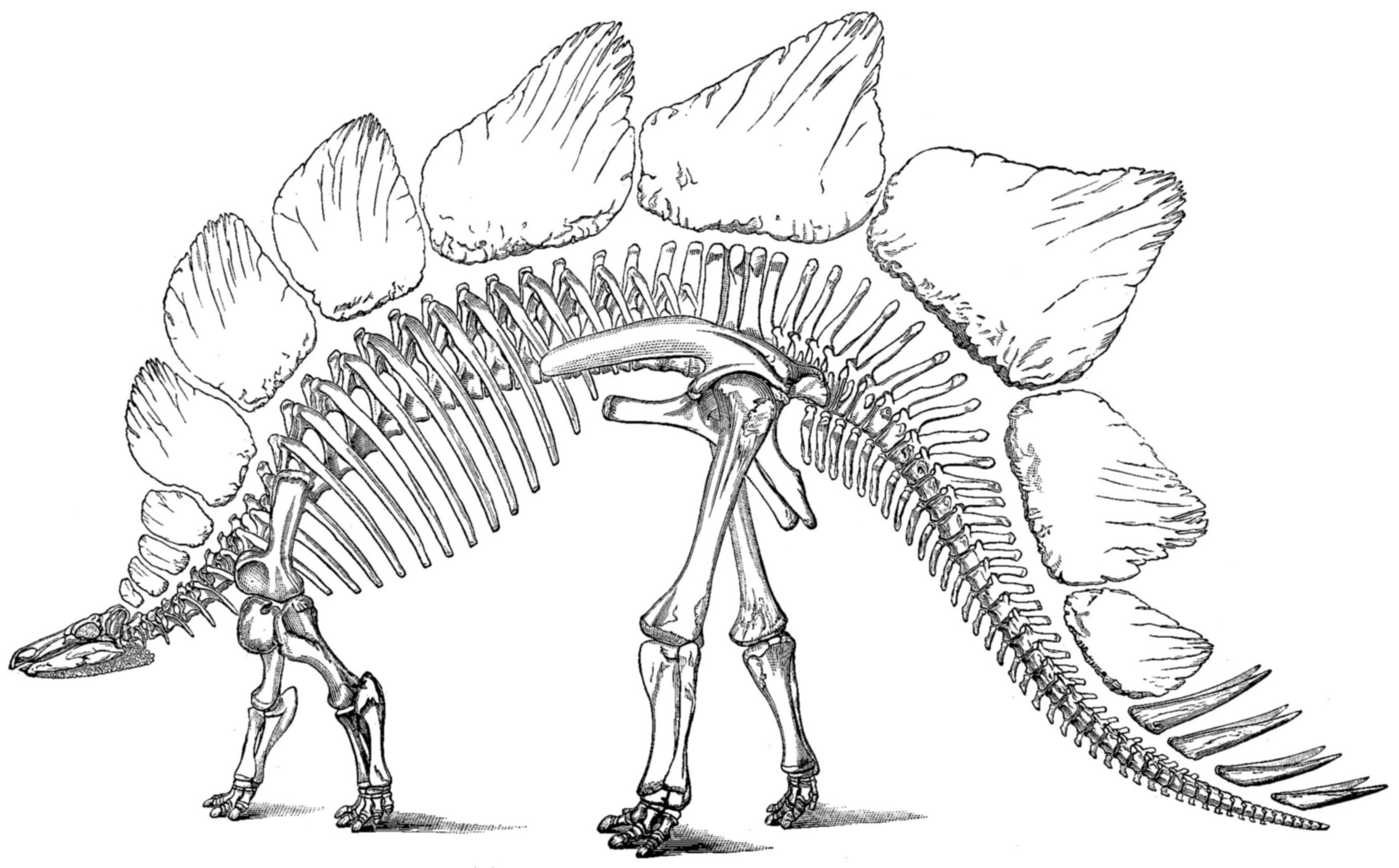
S. stenops zilustrowany przez Marsha w 1896. Uwagę zwraca 12 płyt na grzbiecie i 8 kolców na ogonie, w rzeczywistości płyt było 17, a kolców 4

Stegosaurus, jeden z wielu rodzajów dinozaurów znalezionych i opisanych podczas wojny o kości, opisany został pierwotnie przez Marsha w 1877 dzięki pozostałościom z północy Morrison w Kolorado. Te pierwsze kości uznano za holotyp gatunku Stegosaurus armatus. Podstawą nazwy rodzajowej tłumaczonej jako „zadaszony jaszczur” stał się błędny pogląd Marsha, jakoby płyty spoczywały płasko na grzbiecie zwierzęcia, zachodząc na siebie dachówkowato jak układane niegdyś flizy. W ciągu następnych kilku lat odkryto mnóstwo nowych szczątków stegozaura i paleontolog opublikował kilka prac na jego temat. Początkowo opisano kilka gatunków, z których część uznano później za niepewne lub za synonimy już wyróżnionych. Pozostawiono z nich dwa dobrze poznane i jeden znany kiepsko. Potwierdzone szczątki tego rodzaju znaleziono w warstwach stratygraficznych 2-6 formacji Morrison, dodatkowe szczątki z warstwy 1 również mogą należeć do rodzaju.

### Pewne gatunki

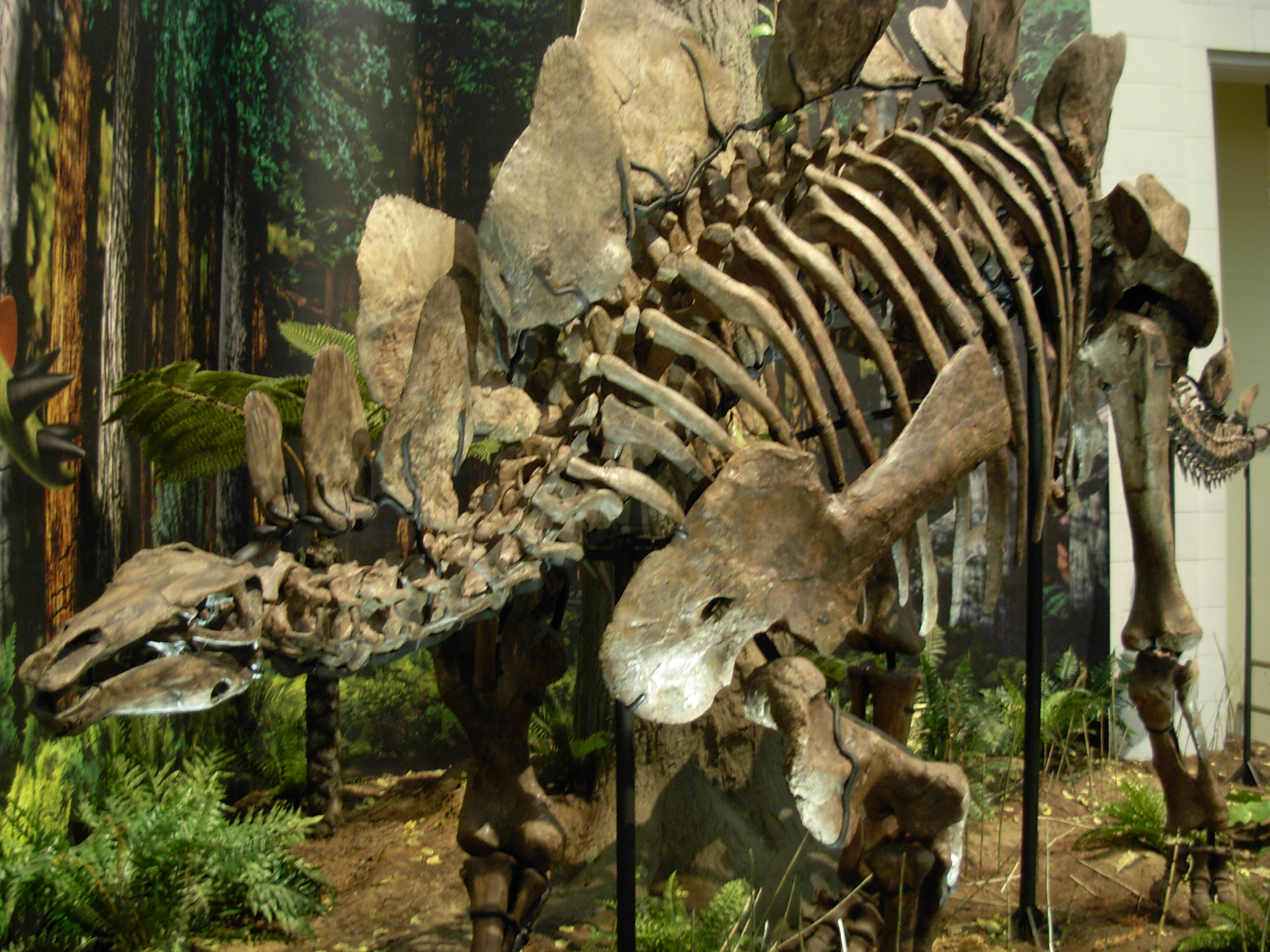
S. ungulatus w Carnegie Museum of Natural History

- Stegosaurus stenops, „zadaszony jaszczur o wąskiej twarzy”, którą to nazwę ukuł Marsh w 1887[14], a holotyp znalazł Marshal Felch w Garden Park, na północ od Canon City w Kolorado w 1886. Jest to najlepiej poznany z gatunków stegozaura, głównie z powodu szczątków obejmujących wśród co najmniej 50 szkieletów, w tym co najmniej jeden kompletny o zachowanych stawach. Zachowały się pozostałości osobników dorosłych i młodocianych, jedna kompletna czaszka i cztery niepełne. Zauropsyd miał duże, szerokie płyty i cztery kolce na ogonie. Był krótszy, niż S. armatus, mierząc 7 m długości.
- Stegosaurus sulcatus, „zadaszony jaszczur bruzdowaty”, opisany przez Marsha w 1887 na podstawie niekompletnego szkieletu[14], uznawany za synonim S. armatus[15]. Stegosaurus duplex, „zadaszony jaszczur dwuzwojowy” (termin ten odnosi się do znacznie poszerzonego kanału kręgowego kości krzyżowej określonego przez Marsha za „tylną puszkę mózgową”), prawdopodobnie jednaki z S. armatus[15]. Choć nazwał go Marsh w 1887, wyróżniwszy też holotyp, niepołączone stawowo kości znalazł w 1879 Edward Ashley w Como Bluff w Wyoming.

- Stegosaurus ungulatus, „zadaszony jaszczur kopytny”, nazwany również przez Marsha w 1879 dzięki szczątkom z Como Bluff w Wyoming[16]. Jego materiał obejmuje kilka kręgów i płyt. Mierząc 9 m, był największym gatunkiem swego rodzaju. Znaleziony w Portugalii okaz z górnego kimerydu-dolnego tytonu także przypisano temu gatunkowi[2].

Susannah Maidment i współpracownicy w 2008 zaproponowali wprowadzenie dużych zmian w taksonomii rodzaju, sugerując synonimizację S. stenops i czasami uznawanego za pewny gatunek S. ungulatus z S. armatus, a także włączenie hesperozaura i wuerhozaura do rodzaju Stegosaurus. Typowe gatunki tych rodzajów stałyby się więc odpowiednio Stegosaurus mjosi i S. homheni. S. longispinus uznali zaś za nomen dubium. Wedle ich koncepcji rzeczony rodzaj obejmowałby 3 pewne gatunki (S. armatus, S. homheni, and S. mjosi), a jego przedstawiciele zamieszkiwaliby późnojurajskie Europę i Amerykę Północną oraz wczesnokredową Azję.

### Nomina dubia
- Stegosaurus affinis, opisany przez Marsha w 1881, znany jedynie z kości miednicznej. Uznawany za nomen dubium[15], prawdopodobnie stanowi synonim S. armatus[18].

- Stegosaurus seeleyanus, określony pierwotnie jako Hypsirophus, prawdopodobnie nie różni się od S. armatus. Stegosaurus (Diracodon) laticeps opisany przez Marsha w 1881 dzięki pewnym fragmentom szczęk[19]. Nieraz uważa się S. stenops za gatunek rodzaju Diracodon, kiedy indziej Diracodon uznaje się za gatunek stegozaura. Robert Bakker wskrzesił D. laticeps w 1986[20], choć inny badacze uznają materiał za niediagnostyczny, a nazwę prawdopodobnie za synonimiczną w stosunku do S. stenops[12].
- Stegosaurus armatus, co znaczy „zadaszony jaszczur uzbrojony”, to pierwszy znaleziony gatunek, znany z dwóch niepełnych szkieletów, dwóch niepełnych czaszek i co najmniej trzydziestu fragmentarycznych osobników[11]. Jego ogon wieńczyły cztery horyzontalnie ułożone kolce, pokrywały go względnie małe płyty.

### Gatunki przeniesione
- Stegosaurus longispinus, „zadaszony jaszczur długokolcy”, nazwany tak przez Gilmore’a[18] i znany z jednego niekompletnego szkieletu z formacji Morrison z Wyoming. Cechował się zestawem czterech niezwykle długich kolców. Jak S. stenops, osiągał długość 7 m. Galton i Carpenter (2016) ustanowili go gatunkiem typowym odrębnego rodzaju Alcovasaurus[21], natomiast Costa i Mateus (2019) przenieśli ten gatunek do rodzaju Miragaia[22].

- Stegosaurus madagascariensis z Madagaskaru, znany jedynie dzięki zębom, opisany przez Piveteau w 1926. Zęby te przypisywano zmiennie nie tylko stegozaurowi, ale też teropodowi mażungazaurowi[23], kaczodziobemu, a nawet krokodylowi.

Inne pozostałości przypisywane wcześniej stegozaurowi umieszczane są obecnie w różnych rodzajach. Stegosaurus marshi, opisany przez Lucasa w 1901, został przechrzczony na hoplitozaura rok później 1902. Stegosaurus priscus autorstwa Nopcsa 1911, przypisywano leksowizaurowi, a obecnie stanowi gatunek typowy lorikatozaura.

## Paleobiologia

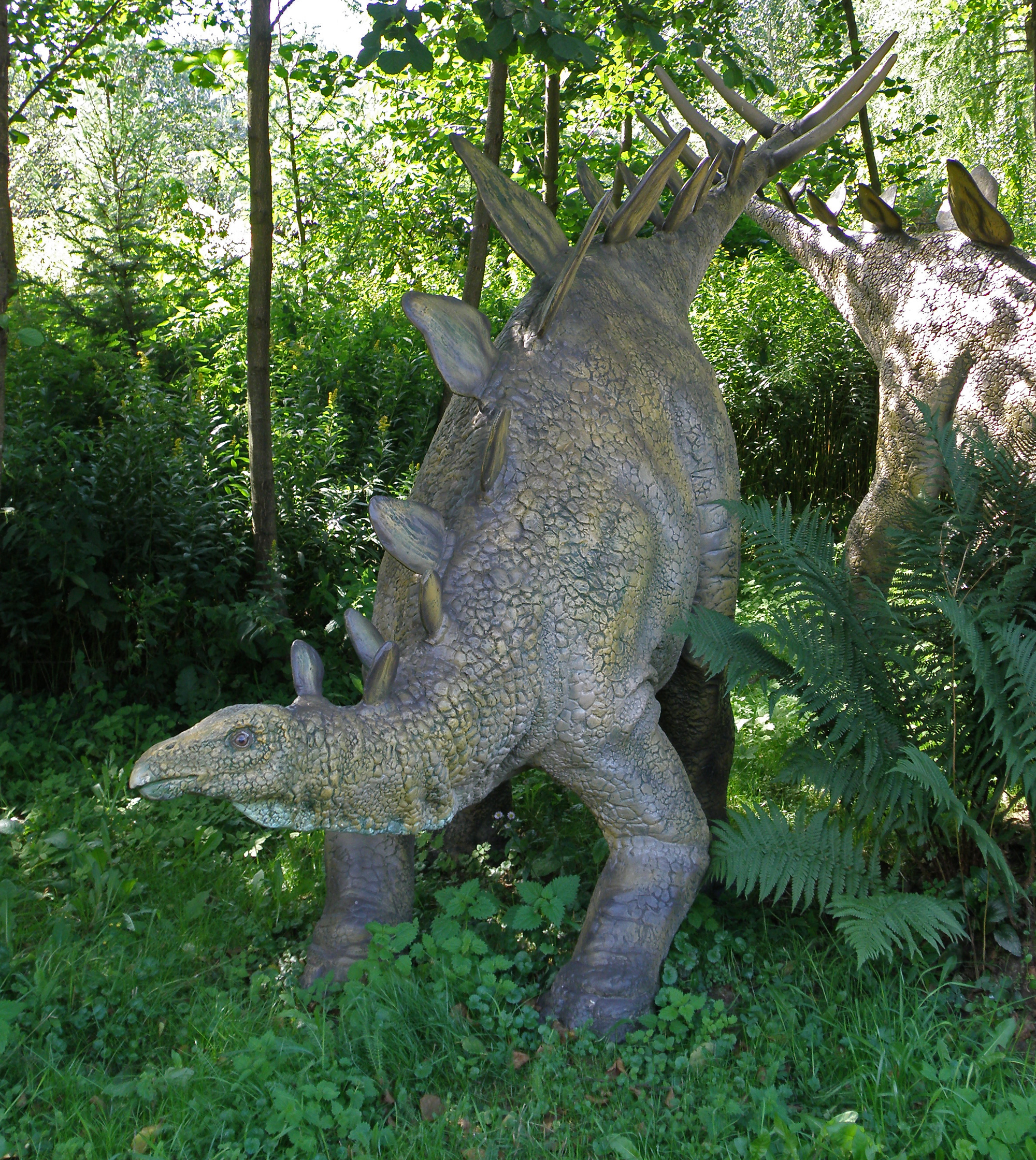
Model stegozaura, Bałtowski Park Jurajski

Stegosaurus był największym przedstawicielem swego infrarzędu, osiągając do 9 m długości. Niedługo po odkryciu Marsh uznał zwierzę za dwunożne z powodu jego krótkich kończyn przednich. Do 1891 zmienił jednak zdanie, zwracając uwagę na ciężką budowę gada. Obecnie jego czworonożność nie podlega dyskusji, istnieje jednak rozbieżność zdań w kwestii możliwości wspinania się stworzenia na tylne łapy, podpierania ogonem i pasenia się wśród wyżej rosnącego listowia. Możliwość taką zauważył Bakker, nie uznaje jej natomiast Kenneth Carpenter.
Stegosaurus miał bardzo krótkie przednie łapy, jeśli porównać je z tylnymi. Co więcej, piszczel i strzałka w porównaniu z kością udową również były krótkie. Wskazuje to, że ich właściciel nie mógł chodzić zbyt szybko. Rozwijając dużą prędkość kończyny tylne wyprzedzałyby bowiem przednie. Maksymalną prędkość zwierzęcia szacuje się na 6–7 km/h.

### Płyty
Najbardziej charakterystyczną cechę stegozaura stanowiły jego skórne płyty. Zwierzę posiadało ich 17. Powstały z wysoce zmodyfikowanych osteoderm, skostniałych łusek podobnych do spotykanych dzisiaj u krokodyli i licznych jaszczurek. Nie łączyły się bezpośrednio z kośćcem zwierzęcia, stercząc w skórze. Największe znajdowały się nad biodrami tyreofora i mierzyły 60 cm zarówno na wysokość, jak i na długość.

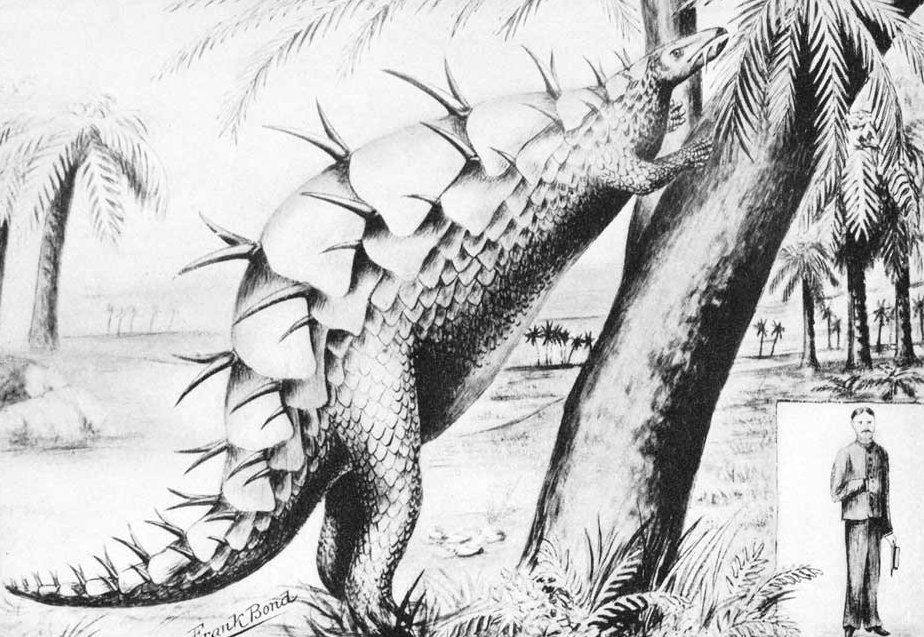
Wczesna rekonstrukcja stegozaura z płytami spoczywającymi płasko na grzbiecie i ogonie oraz kolcami ogonowymi rozmieszczonymi na całym ciele

Jednym z głównych tematów książek i artykułów o stegozaurze jest rozmieszczenie płyt. Stanowiło ono przedmiot jednego z większych sporów w historii rekonstruowania dinozaurów. Zaproponowano 4 możliwe sposoby rozlokowania płyt:
- Płyty leżące płasko na grzbiecie w sposób dachówkowaty, tworząc jakby zbroję. Taki był pierwszy pogląd Marsha, który zaowocował nazwą rodzajową zwierzęcia. Podczas odnajdywania kolejnych płyt, gdy ich zestaw robił się coraz kompletniejszy, okazało się, że raczej sterczały one na swym brzegu, niż leżały płasko.
- W 1891 Marsh opublikował bardziej znany wizerunek stegozaura[26] z pojedynczym rzędem płyt. Pomysł ten wcześnie zarzucono (widocznie ponieważ nie bardzo wiedziano, jakim sposobem płyty osadzone były w skórze, sądzono też, że w takim układzie zbytnio zachodziłyby na siebie). Pogląd wskrzesił w nieco zmodyfikowanej formie w latach osiemdziesiątych XX wieku artysta Stephen Czerkas[29], bazując na układzie łusek grzbietowych legwana.
- Płyty ułożone parami w 2 rzędy. Sposób ten chyba najczęściej pojawiał się na rysunkach, zwłaszcza wcześniejszych (przed Renesansem Dinozaurów w latach siedemdziesiątych). Obserwuje się go także w filmie King Kong z 1933. Przeciwko temu poglądowi świadczy to, że nigdy nie znaleziono dwóch płyt o identycznych rozmiarach i kształcie u tego samego osobnika.
- 2 rzędy ułożonych naprzemiennie płyt. We wczesnych latach sześćdziesiątych pomysł ten zaczął odgrywać rolę dominującą i stan taki utrzymuje się obecnie, głównie dzięki jednemu ze znalezisk, w którym połączone z resztą szczątków płyty wskazują na to właśnie ustawienie. Argument przeciwko niemu głosi zaś, że ułożenie takie byłoby unikatowe, nieznane wśród innych gadów i nie wiadomo, jak taki nieparzysty układ miałby wyewoluować.

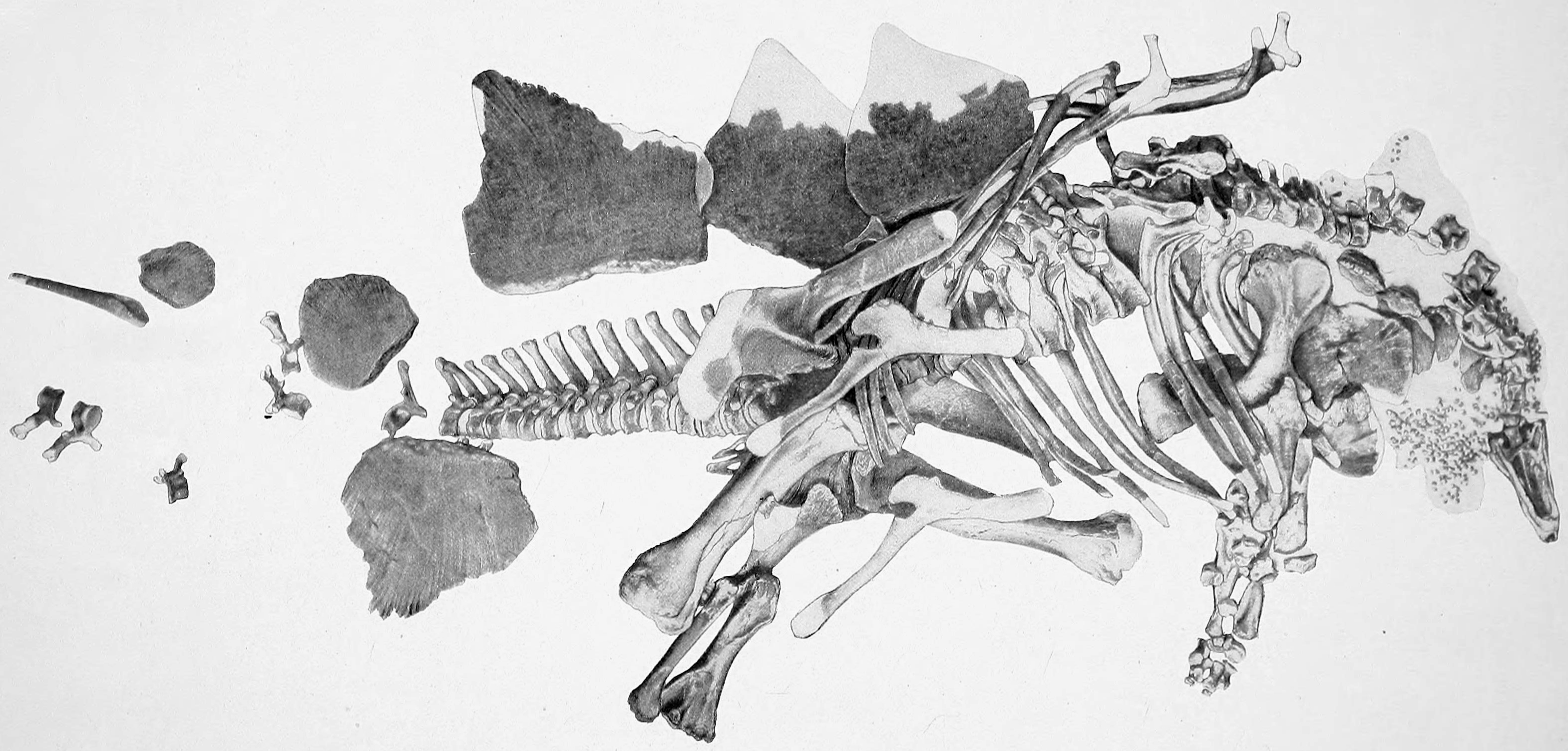
Skamieniały S. stenops w stanie, w jakim go znaleziono

W przeszłości niektórzy paleontolodzy, w tym Robert Bakker, spekulowali, czy płyty mogły cechować się pewnym stopniem ruchomości, z czemu inni badacze się sprzeciwiali. Bakker sugerował, że znalezione płyty stanowiły kostny rdzeń zaostrzonych płyt zrogowaciałych na powierzchni, które właściciel potrafił przerzucić z jednego boku na drugi, w stronę drapieżnika. Szeregi płyt i kolców uniemożliwiałyby mu zbliżenie się na odległość pozwalającą na skuteczny atak. Naturalnie płyty spoczywały na boku stegozaura. Ich długość odzwierciedlała długość zwierzęcia, kończył się one w miejscu przyczepu kolców. Na pokrycie ich substancją rogową wskazuje podobieństwo powierzchni sfosylizowanych płyt do spotykanej wśród zwierząt posiadających rogi lub o to podejrzewanych. Badacz wywnioskował, że płyty służyły obronie, ponieważ płyty nie miały długości wystarczającej dla utrzymania ich z łatwością stojących na pokaz bez stałego wysiłku mięśniowego.
Funkcja płyt stała się przedmiotem debaty. Początkowo uznawano je za formę uzbrojenia. Wydawały się jednak zbyt łamliwe i niewłaściwie umiejscowione jak dla celów obronnych, pozostawiały boki zwierzęcia niechronione. Bardziej współcześnie naukowcy zaproponowali, że mogły one pomagać w termoregulacji podobnie, jak to czynił żagiel dużego teropoda spinozaura czy pelykozaura dimetrodonta. Analogicznie działają też uszy dzisiejszych zajęcy. czy słoni. W rowkach płyt biegły naczynia krwionośne. Przepływające w nich krew oddawała ciepło powietrzu. Teorię tę poważnie zakwestionowano, ponieważ najbliżsi krewni stegozaura, jak kentrozaur, mieli więcej cechujących się wiele mniejszą powierzchnia kolców niż płyt. Wskazywało to, że chłodzenie nie było aż tak istotne, by miał wytworzyć się w jego celu specjalny narząd, jak omawiane płyty.
Ich duże rozmiary sugerują, że mogły wizualnie zwiększać wysokość zauropsyda, co odstraszało napastników i wywierało odpowiednie wrażenie na członkach własnego gatunku. Płyty stanowiłyby więc po części owoc doboru płciowego, chociaż wydają się występować zarówno wśród samców, jak i samic. Rozważano też hipotezę, wedle której płyty dodatkowo wypełniały się krwią, rumieniąc się, co zwiększało efekt wizualny. Badanie opublikowane w 2005 wspiera pogląd, zgodnei z którym płyty służyły identyfikacji. Badacze sądzą, że taką funkcję mogły spełniać także inne unikatowe cechy spotykane u różnych gatunków dinozaurów. Stegosaurus stenops posiadał też na biodrach płyty w kształcie dysku.

### Kolce na ogonie

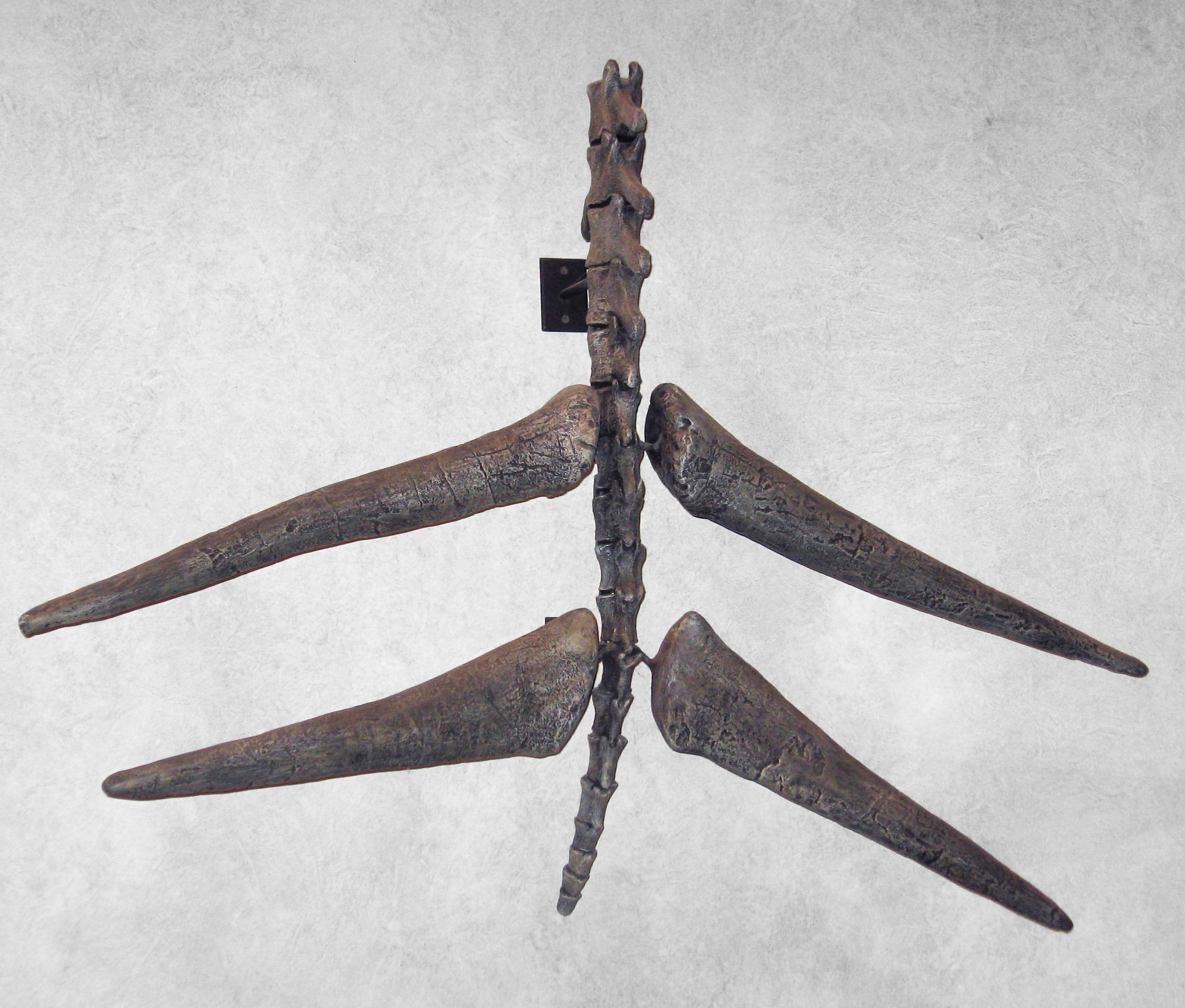
Kolce na zmontowanym ogonie stegozaura

Debatowano także nad tym, czy ogonowe kolce służyły jedynie budowaniu wizerunku, jak stwierdził Gilmore w 1914, czy też stanowiły broń. Robert Bakker zauważył, że ogon stegozaura wyglądał na znacznie bardziej giętki, niż u większości innych dinozaurów. Brakowało mu skostniałych ścięgien, co czyniło wiarygodniejszą hipotezę ogona-broni. Jednak, jak zauważył z kolei Carpenter, płyty zachodziły na kręgi ogonowe, ograniczając jego ruchy. Bakker stwierdził, że gad mógł z łatwością manewrować tylną częścią swego ciała, trzymając swe wielkie tylne łapy w miejscu, a manewrując krótkimi, acz umięśnionymi przednimi, dzięki czemu obracał się sprawnie, dobrze radząc sobie z atakującym drapieżnikiem. Bardziej współczesne badania kolców ogonowych (McWhinney et al.) wykazały obecność licznych uszkodzeń pourazowych, co potwierdza tezę używania kolców jako broni. Dodatkowego wsparcia temu pomysłowi udziela przebity kręg ogonowy allozaura, do zagłębienia którego świetnie pasuje kolec ogona stegozaura.
Stegosaurus stenops miał 4 kolce na ogonie, każdy długości 60–90 cm. Odkrycia nierozłączonego uzbrojenia stegozaura wykazały przynajmniej w przypadku niektórych gatunków, że kolce sterczały horyzontalnie, a nie wertykalnie, jak się to często przedstawia. Początkowo Marsh przedstawił S. armatus z ośmioma kolcami na ogonie. Jednakże współczesne badania obaliły ten pogląd, ustalając liczbę kolców na 4, podobnie jak u S. stenops.

### „Drugi mózg”
Wkrótce po odkryciu stegozaura Marsh zauważył szeroki kanał kręgowy leżący nad biodrami. Był on w stanie pomieścić strukturę dwudziestokrotnie większą od mózgu zwierzęcia. Zaowocowało to popularnym pomysłem, jakoby to dinozaury takie jak stegozaur dysponowały „drugim mózgiem” w ogonie, który miał odpowiadać za kontrolę odruchów tylnej części ciała. Sugerowano także, że ten „mózg” mógł przydawać się stegozaurowi szczególnie, gdy zagrażało mu niebezpieczeństwo ze strony drapieżnika. Później twierdzono jednak, że przestrzeń ta, znaleziona także u zauropodów, mogła skrywać magazyn glikogenu. Podobną strukturę spotyka się u dzisiejszych ptaków. Jej funkcja nie została definitywnie ustalona, aczkolwiek podejrzewa się, że ułatwia dostawę glikogenu dla układu nerwowego.

### Pożywienie

Ząb stegozaura

Stegosaurus i spokrewnione z nim rodzaje żywiły się roślinami. Jednakże ich strategia żywienia różniła się od spotykanych u innych ptasiomiednicznych, posiadających zęby zdolne do miażdżenia pokarmu roślinnego i budowę szczęk pozwalającą na wykonywanie ruchów w płaszczyznach innych, niż pionowa. Kontrastuje to z małymi ząbkami stegozaura i stegozaurów w ogóle o horyzontalnie ułożonych fasetkach i szczękami zdolnymi do wykonywania jedynie ruchów góra-dół.
Stegozaury pomimo tego odniosły sukces, w późnej jurze osiągnęły dużą różnorodność gatunkową i rozprzestrzeniły się na znacznym obszarze. Paleontolodzy sądzą, że spożywały rośliny takie, jak mchy, paprocie, skrzypy, sagowce. Połykał też gastrolity, pomocne w rozdrabnianiu pokarmu, nie posiadał bowiem możliwości przeżuwania go. Podobne rozwiązanie stosują dzisiejsze ptaki i krokodyle.
Zaproponowano, że zwierzę pasło się wśród niskiej roślinności, spożywając rosnące przy gruncie owoce i różne rośliny niewytwarzające kwiatów. Jedna z teorii głosi, że spożywał nisko rosnące przypominające spotykane u okrytonasiennych owoce struktury przypominające owoce wytwarzane przez rośliny bardzie pierwotne od okrytonasiennych, jak też liście. Wedle tego poglądu gad żerował na wysokości do 1 metra. Z drugiej strony jeśli tyreofor potrafił wspiąć się na tylne łapy, jak sugerował Bakker, sięgnąłby roślin wiele wyższych. Dorosły osobnik mógłby w takim wypadku żywić się roślinnością na wysokości do 6 m nad poziomem gruntu.

### Behawior

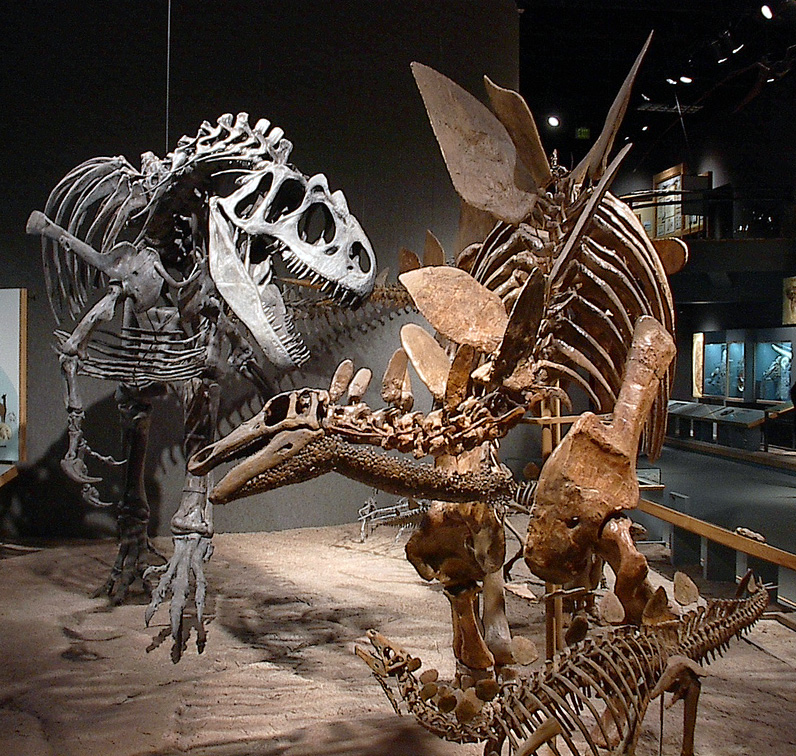
S. stenops, dorosły i młode zmontowane w pozycji jakby w odpowiedzi na atak allozaura, Denver Museum of Nature and Science

Ślady odkryte przez Matthew Mossbruckera (Morrison Natural History Museum, Kolorado) sugerują, że stegozaury żyły w stadach tworzonych przez osobniki różnego wieku. Jedną z grup śladów odczytano jako pozostałość czterech lub pięciu młodych zmierzających w tę samą stronę, inna obejmuje ślad młodocianego osobnika i nachodzący nań ślad dorosłego.

## W kulturze
Jako jednego z najbardziej rozpoznawalnych dinozaurów stegozaura często przedstawiano w filmie, kreskówce, komiksie, wyobrażały go też zabawki dziecięce. W 1982 wybrano go też na dinozaura stanu Kolorado.

### Filatelistyka
Poczta Polska wyemitowała 5 marca 1965 r. znaczek pocztowy przedstawiający stegozaura o nominale 90 groszy, w serii Zwierzęta prehistoryczne. Autorem projektu znaczka był Andrzej Heidrich. Znaczek pozostawał w obiegu do 31 grudnia 1994 r.